# Grete Kleppen
Romancière et traductrice norvégienne née le 8 décembre 1953 à Molde, Grete Kleppen a publié quatre romans écrits en néo-norvégien.
Maître de conférences à l'Université de Caen (2000-2005), elle donne aujourd'hui des conférences sur la littérature norvégienne.

## Romans
- Ada (1998)
- H (1999)
- Blå fuge for far min (2010)
- Uventa Vendingar (2015)

H a été traduit en français sous le titre Partie de lettres aux Presses Universitaires de Caen.

## Traductions
- Osnabrück (2003) - fiction d'Hélène Cixous (titre original : Osnabrück)
- Blendverk : opphavlege scenar (2006) - fiction d'Hélène Cixous (titre original : Les rêveries de la femme sauvage : scènes primitives)
- Gull - breva frå far min (2008) - fiction d'Hélène Cixous (titre original : Les lettres de mon père)
- Kort historie om framtida (2009) - essai de Jacques Attali (titre original : Une brève histoire de l'avenir)
- 40 piskeslag (2010) - essai de  Loubna Ahmad al-Hussein (titre original : 40 coups de fouet pour un pantalon)
- Sypress (2010) - fiction d'Hélène Cixous (titre original : Si près)
- Ein gartnar døyr (2011) - roman de Lucien Suel (titre original : Mort d'un jardinier)
- Hyperdraum (2012) - fiction d'Hélène Cixous (titre original : Hyperrêve)
- Utmerkinga mi (2013) - roman de Véronique Bizot (titre original :Mon couronnement)

Elle participe également à des traductions du norvégien vers le français.
- Une seule lanterne rouge/Pâle/et au loin (2007) - de Knut Ødegård (traduction Pierre Grouix et Grete Kleppen)

## Récompense
- 2007 : Bastianprisen, prix norvégien de la meilleure traduction d'un roman étranger.

Par ailleurs, en 2012, Grete Kleppen a été nommée pour la seconde fois au Kritikerprisen (Prix de la Critique) pour sa traduction du roman de Lucien Suel. Elle avait déjà été nommée en 2003 pour sa toute première traduction d'Hélène Cixous